# Knud Rasmussen Gletscher
Knud Rasmussen Gletscher är en glaciär i Grönland (Kungariket Danmark).   Den ligger i kommunen Avannaata, i den nordvästra delen av Grönland, 1 500 km nordväst om huvudstaden Nuuk. Knud Rasmussen Gletscher ligger 231 meter över havet.
Terrängen runt Knud Rasmussen Gletscher är huvudsakligen kuperad, men åt sydväst är den platt. Knud Rasmussen Gletscher ligger nere i en dal.  Trakten runt Knud Rasmussen Gletscher är nära nog obefolkad, med mindre än två invånare per kvadratkilometer. Det finns inga samhällen i närheten. Trakten runt Knud Rasmussen Gletscher är permanent täckt av is och snö.